# Wilhelm Pinder
Wilhelm Pinder (Kassel, 25 de junio de 1878 - Berlín, 3 de mayo de 1947) fue un historiador del arte alemán. Su nombre completo es Georg Maximilian Wilhelm Pinder. Su principal aportación fue la aplicación de la teoría generacional a la historia del arte.
Comenzó a estudiar derecho en Göttingen, dejando esos estudios por los de arqueología. Pasó luego a las universidades de Berlín y Múnich; y en 1896 a la de Leipzig, donde fue discípulo de August Schmarsow, bajo cuya dirección realizó una disertación sobre historia del arte en 1903. Entre 1905 y 1911 fue "lector" en la universidad de Würzburg.
Publicó su primera obra en 1904: Einleitende Voruntersuchung zu einer Rhythmik Romanischer Innenräume in der Normandie ("Investigación preliminar sobre las estructuras rítmicas en los interiores románicos de Normandía"). Siguiendo a su mentor, interpreta las obras arquitectónicas, metafóricamente, como organismos vivos. Poco después, en sus años en Würzburg escribió Die Mittelalterliche Plastik Würzburgs ("La escultura medieval en Würzburg"), donde expone su teoría generacional.
A partir de entonces despega su carrera profesional, con puestos en la Technische Hochschule de Darmstadt (1911-1916), en Breslau (1916-1917), en Estrasburgo (1918) y en Leipzig (1919). En Leipzig publicó Das Problem der Generationen in der Kunstgeschichte Europas ("El problema de las generaciones en la historia del arte europeo", 1924). Otra de sus mayores obras, que se considera la primera gran historia de la escultura alemana, fue Die deutsche Plastik vom ausgehenden Mittelalter bis zum Ende der Renaissance (1914 y 1929).
Ocupó la cátedra de Múnich entre 1927 y 1935, atrayendo la atención del nazismo por su visión fuertemente nacionalista y su concepto de Zeitgeist ("espíritu de época"), sobreestimando el peso del arte alemán en el arte europeo (Die Kunst der deutschen Kaiserzeit, 1935). Denunció el trabajo de uno de sus colegas universitarios, el judío August Liebmann, en la Alte Pinakothek, lo que provocó la dimisión de éste. Tras el acceso de Hitler al poder, ocupó la cátedra de Berlín (1935); aunque posteriormente uno de sus alumnos (Otto von Simson) indicó que el ministro nazi de cultura desaprobaba a Pinder. Entre tanto, sus antiguos asistentes en Múnich, ambos judíos (Ernst Michalski y Ernst Strauss), fueron apartados de la docencia en aplicación de las Leyes de Núremberg.
Pinder asesoró en parte la política artística nazi; pero su lealtad al partido fue decayendo, y formó parte del llamado Mittwoch Kreis ("Círculo de los Miércoles"), un grupo intelectual en el que participaban disidentes. Al final de la Segunda Guerra Mundial fue detenido por el ejército británico acusado de colaborador con el régimen; inicialmente confundido con otro funcionario de alto rango, y posteriormente fue liberado. Poco tiempo después murió de un ataque al corazón.
Su influencia en toda una generación de historiadores del arte fue muy importante: dirigió las tesis de Ernst Kitzinger, Nikolaus Pevsner, Hermann Beenken, Hans Gerhard Evers, Wolfgang Hermann, Elizabeth Gilmore Holt, Hans Vogel, Florentine Mütherich, Bernhard Degenhart, Edith Hoffmann, Josef Adolf Schmoll, etc.